# Толбага
Толба́га (рос. Толбага) — село у складі Петровськ-Забайкальського району Забайкальського краю, Росія. Адміністративний центр та єдиний населений пункт Толбагинського сільського поселення.

## Населення
Населення — 507 осіб (2010; 638 у 2002).
Національний склад (станом на 2002 рік):
- росіяни — 98 %